# Parodia horstii
Parodia horstii là một loài thực vật có hoa trong họ Cactaceae. Loài này được (F. Ritter) N.P. Taylor mô tả khoa học đầu tiên năm 1987.

## Hình ảnh

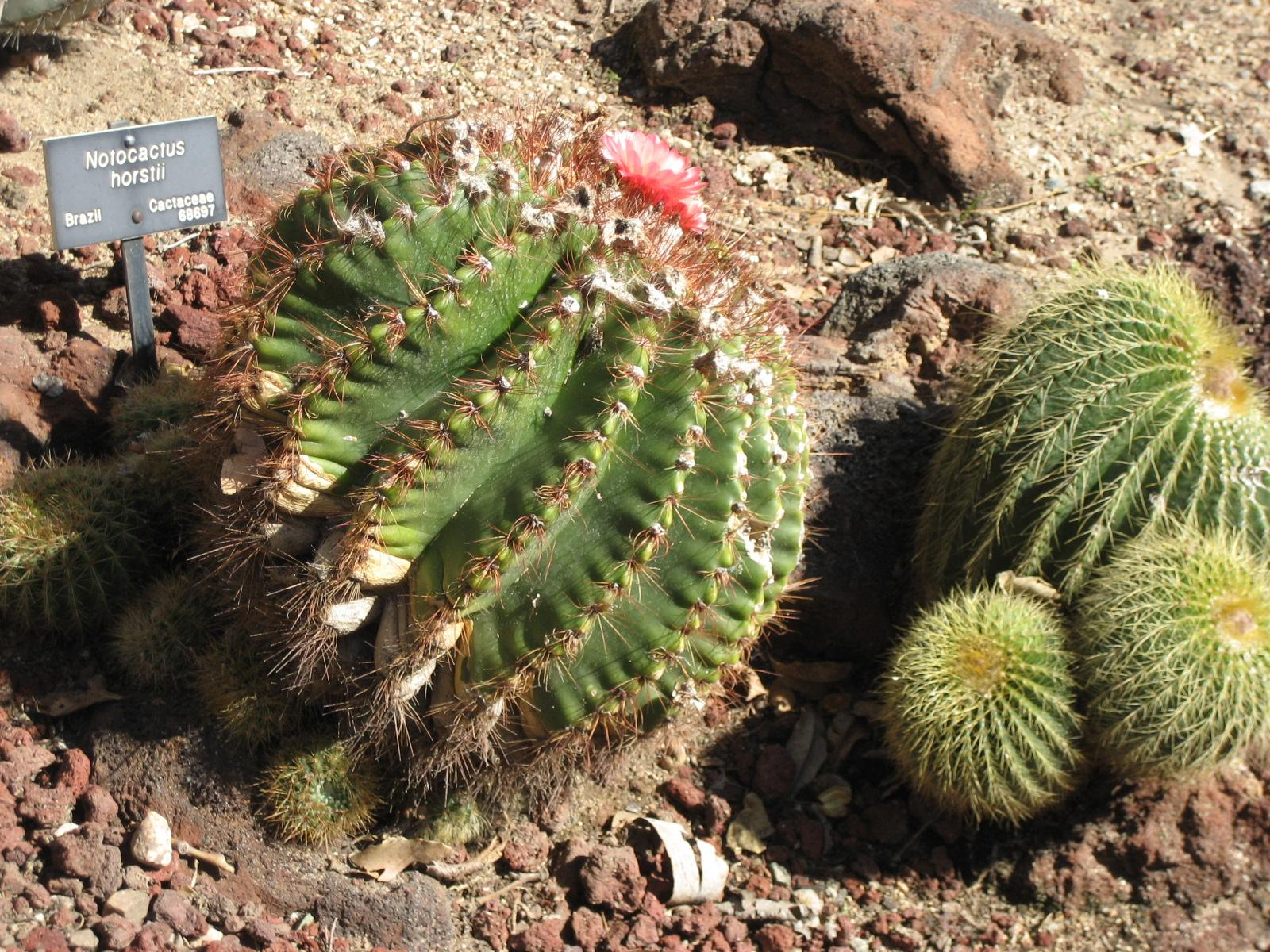
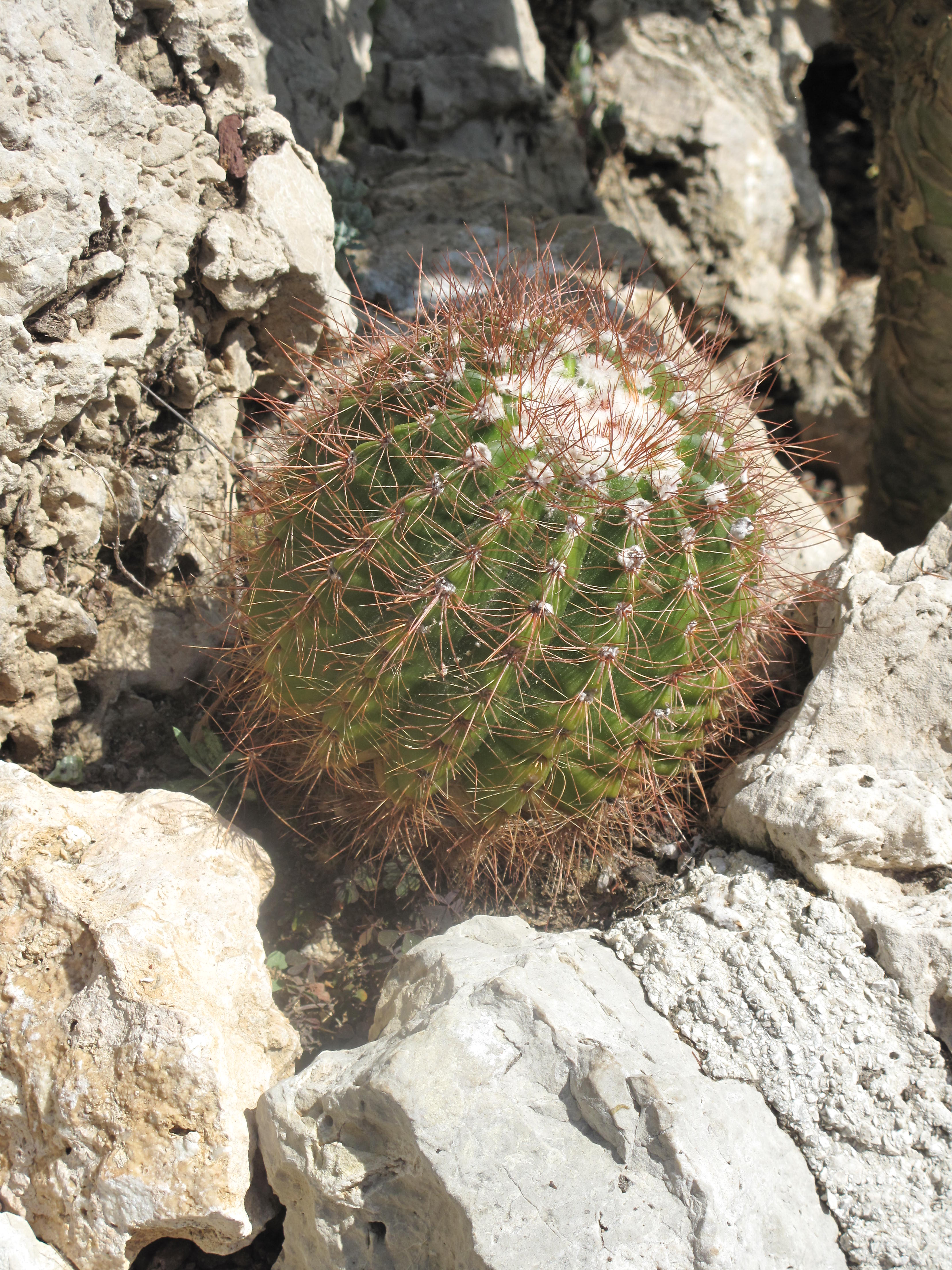
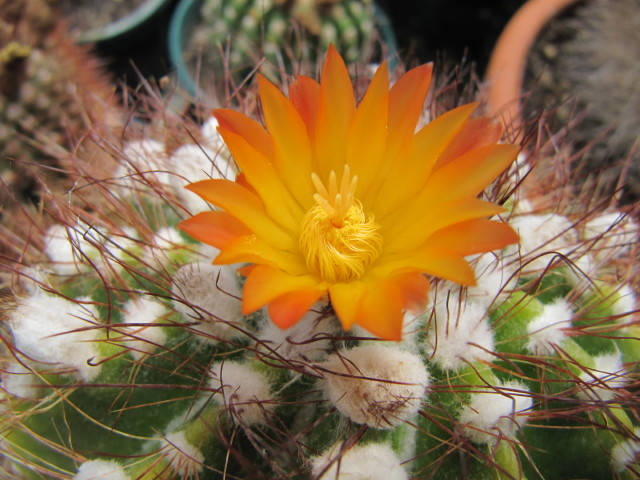